# Rägelin
Rägelin ist ein Ortsteil der Gemeinde Temnitzquell im Landkreis Ostprignitz-Ruppin.

## Geschichte
Rägelin wurde 1238 erstmals urkundlich erwähnt. Der Ortsname Rägelin, der slawischer Herkunft ist, veränderte sich im Laufe der Geschichte mehrfach. In der Gründungsurkunde stand noch Rogelin. Um 1490 war Rägelin ein Teil der im Kern reichsunmittelbaren Herrschaft Ruppin unter der Landesherrschaft der Grafen von Lindow-Ruppin. 1541 änderte sich der Name in Regelin, 1558 in Raegelin. Die Herrschaft über den Ort hatten zunächst verschiedene Adelsgeschlechter. Ab 1540 wurde Rägelin durch das Amt Zechin verwaltet, von 1668 bis 1872 vom Amt Altruppin. Während des Dreißigjährigen Krieges durchquerte ein Heer der Schweden das Dorf. Der Markgraf von Brandenburg stellt 1646 für Rägelin eine Lehnschulzenbrief aus. Das Schulzenrecht sollte dann vom Schulzen ausgeübt werden. 1713 errichtet man eine königliche Poststelle auf dem Hof Papenbrock. Der erste Lehrer in Rägelin war schon 1769 tätig. 1908 gründete sich eine Feuerwehr für den Ort.
Am 1. Januar 1960 wurde Pfalzheim nach Rägelin eingemeindet. Am 30. Dezember 1997 schloss sich Rägelin mit Katerbow und Netzeband zu der neuen Gemeinde Temnitzquell zusammen.

## Kirche
Die Dorfkirche Rägelin wurde 1697 in Fachwerkbauweise errichtet. Auf der Westseite befindet sich ein mit Brettern verschalter Holzturm.

## Verkehr
Rägelin liegt an der Landstraße 18. Zudem gibt es im Ort drei Bushaltestellen. Der nächste Bahnhof befindet sich im ungefähr drei Kilometer entfernten Netzeband.